# Ofensywa w Ardenach
Ofensywa w Ardenach, bitwa o Ardeny, w historiografii anglosaskiej znana także jako bitwa o wybrzuszenie (ang. Battle of the Bulge) – bitwa stoczona w Ardenach na przełomie 1944 i 1945 roku. Była ostatnią dużą operacją ofensywną wojsk niemieckich na froncie zachodnim podczas II wojny światowej.
Armia niemiecka zamierzała rozciąć siły aliantów, oddzielając wojska brytyjskie od amerykańskich, zdobyć Antwerpię, a następnie zaatakować w kierunku północnym, okrążając i niszcząc cztery armie alianckie. Miało to zmusić aliantów zachodnich do wynegocjowania pokoju z państwami Osi.
Niemiecka nazwa tej operacji brzmiała na początku „Jesienna mgła”, ale później dla zmylenia aliantów zmieniono ją na „Wacht am Rhein” (Straż nad Renem). W oficjalnej historii armii amerykańskiej nazywana jest „kampanią w Ardenach i Alzacji”.
Pomimo że ofensywa zakończyła się ostatecznie klęską, początkowo zaskoczyła aliantów i zmusiła ich do poważnych zmian w planach oraz zaangażowania sporych sił do jej powstrzymania. Z drugiej strony, armia niemiecka poniosła tak duże straty w sprzęcie i żołnierzach, że ułatwiło to późniejszą ofensywę aliantów na Linię Zygfryda oraz ofensywę radziecką, która ruszyła na wschodzie na początku stycznia 1945 roku. Pod względem wielkości zaangażowanych sił była to największa bitwa w historii wojsk Stanów Zjednoczonych.

## Wprowadzenie

### Tło historyczne
Po przełamaniu linii frontu w Normandii w sierpniu 1944 r. wojska aliantów szybko wyzwoliły Francję. Sukces tej ofensywy stworzył wiele problemów logistycznych z zaopatrzeniem nacierających armii. Dziennie dywizje alianckie zużywały 4 mln litrów paliwa, a na jedną dywizję przypadało kilkaset ton zaopatrzenia. Alianci mieli w swoich rękach tylko jeden port, Cherbourg, na tyle mało zniszczony, że mógł odbierać dostawy sprzętu konieczne do kontynuowania natarcia.
Problem przeładunku zaopatrzenia był spotęgowany kłopotami z jego transportem. Francuska sieć kolejowa została poważnie uszkodzona przez lotnictwo sprzymierzonych w czasie przygotowań do ofensywy we Francji. Amerykanie uruchomili tzw. Red Ball Express (system przewozu zaopatrzenia ciężarówkami), ale był on daleki od doskonałości. Po dnie kanału La Manche puszczono specjalny rurociąg zwany „Pluto”, który pompował potrzebną czołgom ropę. Gdy front dotarł do Belgii, przewiezienie jednego litra paliwa wymagało spalenia pięciu litrów podczas transportu. Sytuacja z zaopatrzeniem była na tyle dramatyczna, że na początku października 1944 r. sprzymierzeni zostali zmuszeni do zaprzestania działań ofensywnych, mimo że wojska niemieckie bardzo szybko ustępowały z okupowanych terenów.
Zatrzymanie linii frontu potrzebne na przegrupowanie sił aliantów i podciągnięcie linii zaopatrzenia pozwoliło von Rundstedtowi na przeorganizowanie wojsk niemieckich na tym froncie.
Dowódcy poszczególnych armii alianckich starali się uzyskać przynajmniej tyle materiałów zaopatrzeniowych, aby pozwolić swojej własnej armii na kontynuowanie natarcia, ale głównodowodzący siłami sprzymierzonych Dwight Eisenhower był zwolennikiem strategii natarcia na szerokim froncie, jednak priorytet miały siły na północnym odcinku frontu. Miały one odblokować port w Antwerpii, którego otwarcie mogło znacznie poprawić sytuację zaopatrzeniową aliantów.
Po fiasku operacji Market Garden zaplanowanej przez marszałka Montgomery’ego, której celem było otwarcie drogi do Antwerpii, przeskoczenie Renu i obejście linii Zygfryda, wojska sprzymierzonych znalazły się w jeszcze gorszej sytuacji niż wcześniej, gdyż całe dostępne zaopatrzenie zostało użyte na potrzeby tej ofensywy. Dopiero w listopadzie 1 Armia Kanadyjska wyparła Niemców z ujścia Skaldy i odblokowała port w Antwerpii. Łatwo zauważyć, że to właśnie ofensywa wojsk kanadyjskich powinna była otrzymać priorytet, a nie operacja Market Garden. Jednak dowództwo armii kanadyjskiej nie miało tak silnych wpływów politycznych na Eisenhowera, jak Montgomery czy Patton i dlatego, pomimo że militarnie znaczenie tego natarcia było pierwszorzędne, zostało ono relegowane do „drugiej ligi”. Do końca listopada zaopatrzenie wojsk sprzymierzonych poprawiło się, ale ich siły były nadal bardzo rozciągnięte na szerokim froncie obejmującym Francję, Belgię i Luksemburg.
Sytuacja, w której znajdowała się armia niemiecka, była rozpaczliwa. Na froncie wschodnim Armia Czerwona zniszczyła Grupę Armii „Środek” (operacja Bagration), a ofensywa wojsk sowieckich zatrzymała się tylko z powodu zmęczenia wojska i pogarszającej się sytuacji zaopatrzeniowej. Dla sztabu niemieckiego było oczywiste, że po wymuszonym zatrzymaniu się, wojska te przygotowywały się do zimowej ofensywy, która miała zapewne rozpocząć się w grudniu.
Na froncie zachodnim sytuację Niemców dodatkowo pogarszał fakt, iż Luftwaffe została praktycznie wyeliminowana z walki przez lotnictwo aliantów. Pozbawiło to Niemców podstawowego źródła informacji o ruchach sił sprzymierzonych oraz możliwości atakowania linii zaopatrzenia nieprzyjaciela. Całkowite panowanie aliantów w powietrzu było niezmiernie demoralizujące dla wojsk niemieckich, które były nieustannie atakowane przez samoloty wroga.
Niemcy nie musieli już bronić całej zachodniej Europy, dzięki czemu radykalnie skróciła się linia frontu, a także linie zaopatrzenia – choć nadal były narażone na ataki z powietrza. Dodatkowo komunikacja mogła się odtąd w większym stopniu opierać na systemie telefonicznym, pozbawiając aliantów źródeł informacji, które otrzymywali po złamaniu kodu Enigmy.

### Wybór celu ofensywy
Hitler nie miał złudzeń co do sytuacji strategicznej, sądził jednak, że obrona Niemiec będzie możliwa, jeśli walki będą toczyły się tylko na jednym froncie. Po zakończeniu nieudanej operacji Market Garden na froncie zachodnim i czasowym zatrzymaniu operacji radzieckich na froncie wschodnim inicjatywa operacyjna została chwilowo przejęta przez Niemców. Zdawali sobie sprawę, że jest to najlepszy moment na przygotowanie rozstrzygającego kontrataku.
Sztab niemiecki wiedział, biorąc pod uwagę układ sił, że szanse na udaną akcję ofensywną na froncie wschodnim są znikome. Przeanalizowano kilka planów, ale żaden nie oferował poważnych zysków strategicznych. Dysproporcja była tak duża na korzyść Sowietów, że nawet okrążenie i zniszczenie całych armii nie przyniosłoby ostatecznego rozwiązania, a linia frontu na wschodzie nie opierała się na żadnej naturalnej przeszkodzie.
Sytuacja na froncie zachodnim prezentowała się z punktu widzenia niemieckiego bardziej obiecująco. Trudności logistyczne nadal stanowiły poważny problem dla aliantów, choć otwarcie portu w Antwerpii poprawiło sytuację. Niemniej siły angloamerykańskie były rozciągnięte na bardzo szerokim froncie, a niektóre jego odcinki były słabo obsadzone. Skuteczny atak mógłby teoretycznie pozwolić na poważną zmianę sytuacji strategicznej.
Zaoferowano kilka planów, z których szybko wybrano dwa. Pierwszy sugerował atak na styku 9. i 3 Armii Amerykańskiej, z nadzieją na ich okrążenie i zniszczenie, efektywnie powstrzymując aliantów i dając Niemcom dalszą inicjatywę strategiczną.
Drugim pomysłem było szybkie uderzenie przez słabo obsadzone Ardeny w południowej Belgii, odcinające wojska amerykańskie od angielskich, które miało zakończyć się zdobyciem Antwerpii. Historycznie Niemcy już wielokrotnie atakowali przez zalesione, górzyste obszary Ardenów, co jednak nie przeszkadzało ich przeciwnikom sądzić, że atak przez nie jest niemożliwy. Ostatni raz Niemcy uczynili to w 1940 r., obchodząc przez Ardeny francuską linię Maginota i umocnienia belgijskie.
Oba plany sugerowały atak na pozycje amerykańskie, głównie dlatego, że Hitler uważał, że wojska amerykańskie nie potrafią dobrze walczyć, a w razie poważnej porażki opinia publiczna w Stanach Zjednoczonych może przychylić się w kierunku rokowań pokojowych. Nie ma żadnych dowodów, że sam Hitler czy jego doradcy orientowali się, że w tym momencie Stany Zjednoczone prawie nie odczuły jeszcze kosztów prowadzenia wojny i miały największy potencjał, który pozwalał na szybkie odbudowanie poniesionych strat.
Hitler szybko skoncentrował się na drugim z planów. Doszedł do wniosku, że ewentualne okrążenie armii amerykańskiej jest niewystarczające, do zwycięstwa potrzebne jest całkowite odizolowanie sił amerykańskich od angielskich. Wzajemna niechęć Pattona i Montgomery’ego była powszechnie znana nawet Niemcom i Hitler sądził, że w razie serii porażek, ich dalsza współpraca byłaby niemożliwa z powodu wewnętrznych kłótni. Wierzył, że w razie powodzenia ataku, cztery armie zostaną odizolowane i zniszczone, co zmusi aliantów do przyjęcia pokoju. Dzięki temu Niemcy mogliby skoncentrować wszystkie siły na jednym froncie. Ponadto niemieckie dowództwo wiedziało o coraz gorszych stosunkach między ZSRR a rządami Wielkiej Brytanii i USA, licząc, że przedłużenie obrony Niemiec spowoduje otwarty konflikt w koalicji antyhitlerowskiej (np. w wyniku sporu o przyszły los państw bałkańskich).

### Planowanie
Hitler już w połowie września ostatecznie zdecydował, że atak odbędzie się w rejonie Ardenów, tak jak cztery lata wcześniej w czasie inwazji na Francję. Główne siły miały zaatakować w kierunku zachodnim aż do rzeki Mozy, a następnie skręcić na północ w kierunku Antwerpii i Brukseli. Najtrudniejszą częścią tego planu był początek ofensywy. Wybrany na nią górzysty teren bardzo utrudniał szybkie posuwanie się wojska, ale liczono, że po dotarciu do Mozy i zmianie kierunku ataku na północny, lepsze drogi w tamtym rejonie pozwolą na przyspieszenie ofensywy. Operacja została nazwana „Wacht am Rhein” („Straż nad Renem”) by zasugerować wywiadowi alianckiemu, że jest to defensywna operacja skoncentrowana na obronie linii Renu. W sztabie marszałka polnego Waltera Modela funkcjonowała również nazwa „Herbstnebel” („Jesienna mgła”).

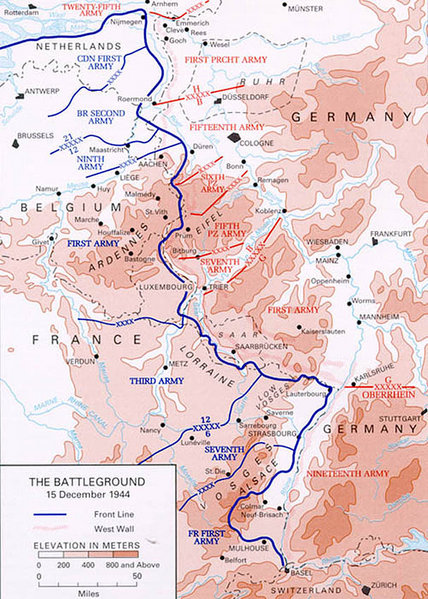
Front zachodni – 15 grudnia 1944

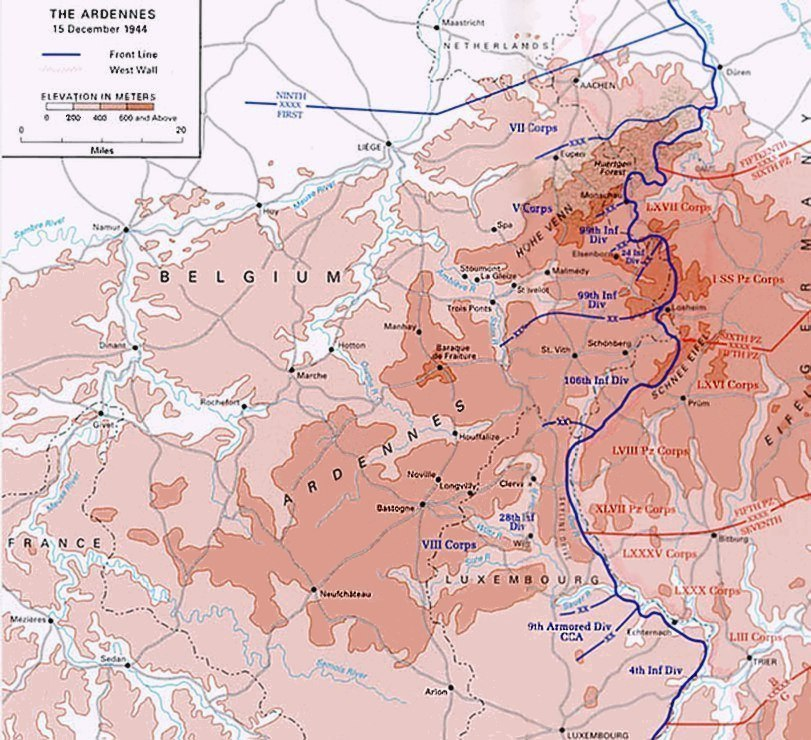
Ardeny – 15 grudnia 1944

Siły niemieckie przeznaczone do ataku tworzyły cztery armie:
- 6 Armia Pancerna SS pod dowództwem SS-Oberstgruppenfuhrera Seppa Dietricha. Była to świeżo sformowana grupa operacyjna w skład której weszły najbardziej elitarne jednostki Waffen-SS, włącznie z 1 Dywizją Pancerną SS „Leibstandarte SS Adolf Hitler” i 12 Dywizją Pancerną „Hitlerjugend”. 6. armia stanowiła trzon ataku. Jej ostatecznym zadaniem było zdobycie Antwerpii.
- 5 Armia Pancerna pod dowództwem gen. Hasso von Manteuffla, która miała za zadanie zdobycie Brukseli.
- 7 Armia pod dowództwem gen. Ericha Brandenbergera, znajdowała się na południowym skrzydle ataku, a jej podstawowym zadaniem była ochrona lewego skrzydła 5 Armii Pancernej, która jak się miało okazać poczyniła największy wyłom w liniach amerykańskich narażając się na ataki od południa 3 Armii gen. G. Pattona.
- 15 Armia pod dowództwem gen. Gustava-Adolfa von Zangena. Jej zadaniem było uniemożliwienie kontrataku wojskom amerykańskim znajdującym się w północnej części Ardenów i przeprowadzenie ewentualnej akcji ofensywnej przy sprzyjających warunkach strategicznych.

Operację nadzorowali marszałek polny Walther Model, dowódca Grupy Armii „B” i Gerd von Rundstedt, dowódca wszystkich niemieckich sił zbrojnych na zachodzie.
Planiści wyznaczyli 3 warunki konieczne do ostatecznego sukcesu ofensywy:
- całkowite zaskoczenie nieprzyjaciela;
- złe warunki pogodowe uniemożliwiające wykorzystanie lotnictwa przez aliantów;
- szybki atak; marszałek Model uważał, że aby operacja udała się, siły niemieckie muszą dotrzeć do Mozy w czwartym dniu po rozpoczęciu ataku.

Oryginalny plan zakładał wykorzystanie 45 dywizji, w tym 12 dywizji pancernych i zmechanizowanych tworzących „pancerną pięść” ataku. Okazało się to jednak nierealne z powodu wysokich strat poniesionych przez armię niemiecką i ostatecznie do ataku przystąpiło 30 dywizji. Zachowano założoną liczbę dywizji pancernych, ale nie udało się zgromadzić dostatecznej liczby dywizji piechoty, które były potrzebne do obrony frontu wschodniego.
Niektóre z dywizji użytych do tej operacji były nowo sformowane i składały się z rezerwistów, tzw. Volksgrenadier (grenadierzy ludowi). Większość z nowo powołanych żołnierzy była słabo wyszkolona i wyekwipowana.
Niemcy mieli także poważne problemy z materiałami pędnymi. Większość z nich została dostarczona koleją lub na wozach konnych dla zaoszczędzenia benzyny i ropy. Według bardzo ryzykownych i, jak się później okazało, nad wyraz optymistycznych założeń, postanowiono, że atakujące oddziały będą zdobywać paliwo potrzebne do kontynuowania natarcia. Z powodu tych trudności data ataku została przesunięta ze środka października na 16 grudnia.
Przed rozpoczęciem ofensywy alianci nie mieli prawie żadnych wiadomości o ruchu wojsk nieprzyjaciela. Przy wyzwalaniu Francji jednym ze źródeł informacji był francuski ruch oporu, którego pomoc ustała, gdy wojska alianckie stanęły u wrót Rzeszy. Gdy armia niemiecka przebywała jeszcze na terenach przez nią okupowanych, większość rozkazów przekazywana była drogą radiową za pomocą maszyny szyfrującej Enigma. Były one przechwytywane i rozkodowywane przez aliantów w ramach operacji „Ultra”. Na terenie Niemiec rozkazy były jednak przekazywane telefonicznie, co pozbawiło aliantów i tego źródła wywiadowczego. Jesienna, mglista pogoda uniemożliwiła także wiele lotów rozpoznawczych, które mogłyby ujawnić przemieszczanie wojsk niemieckich.
Omar Bradley, dowódca wojsk amerykańskich uznał, że Ardeny to cichy sektor na linii frontu i bazując na niepełnych danych wywiadu uznał, że Niemcy nie są w stanie przeprowadzić żadnej operacji ofensywnej w tej fazie wojny. Rejon Ardenów broniony był przez zaledwie kilka jednostek amerykańskich, zarówno niedoświadczonych (99. i 106 Dywizja Piechoty), jak i przez weteranów (2 Dywizja Piechoty) wysłanych na wypoczynek.
Niemcy zaplanowali dwie dodatkowe operacje specjalne, które miały się odbyć przed samą ofensywą, jak i w czasie jej trwania. Otto Skorzeny, dowódca niemieckich komandosów, wsławiony brawurową operacją uwolnienia Mussoliniego, miał poprowadzić operację „Greif”. Żołnierze niemieccy znający język angielski i przebrani w mundury amerykańskie mieli infiltrować tyły nieprzyjaciela, zmieniać znaki drogowe, kierować ruch w nieodpowiednie miejsca, powodując zamieszanie, a także w miarę możliwości uchwycić mosty na Mozie pomiędzy Liège a Namur. Druga operacja specjalna, to dowodzona przez Friedricha von der Heydte operacja Stösser, której zadaniem było zajęcie ważnego skrzyżowania przy Malmedy.
Wywiad niemiecki ustalił, że radziecka ofensywa na froncie wschodnim rozpocznie się 20 grudnia. Dowództwo niemieckie miało nadzieję, że Stalin opóźni tę operację, czekając na rezultat bitwy w Ardenach.

## Pierwsza faza ataku

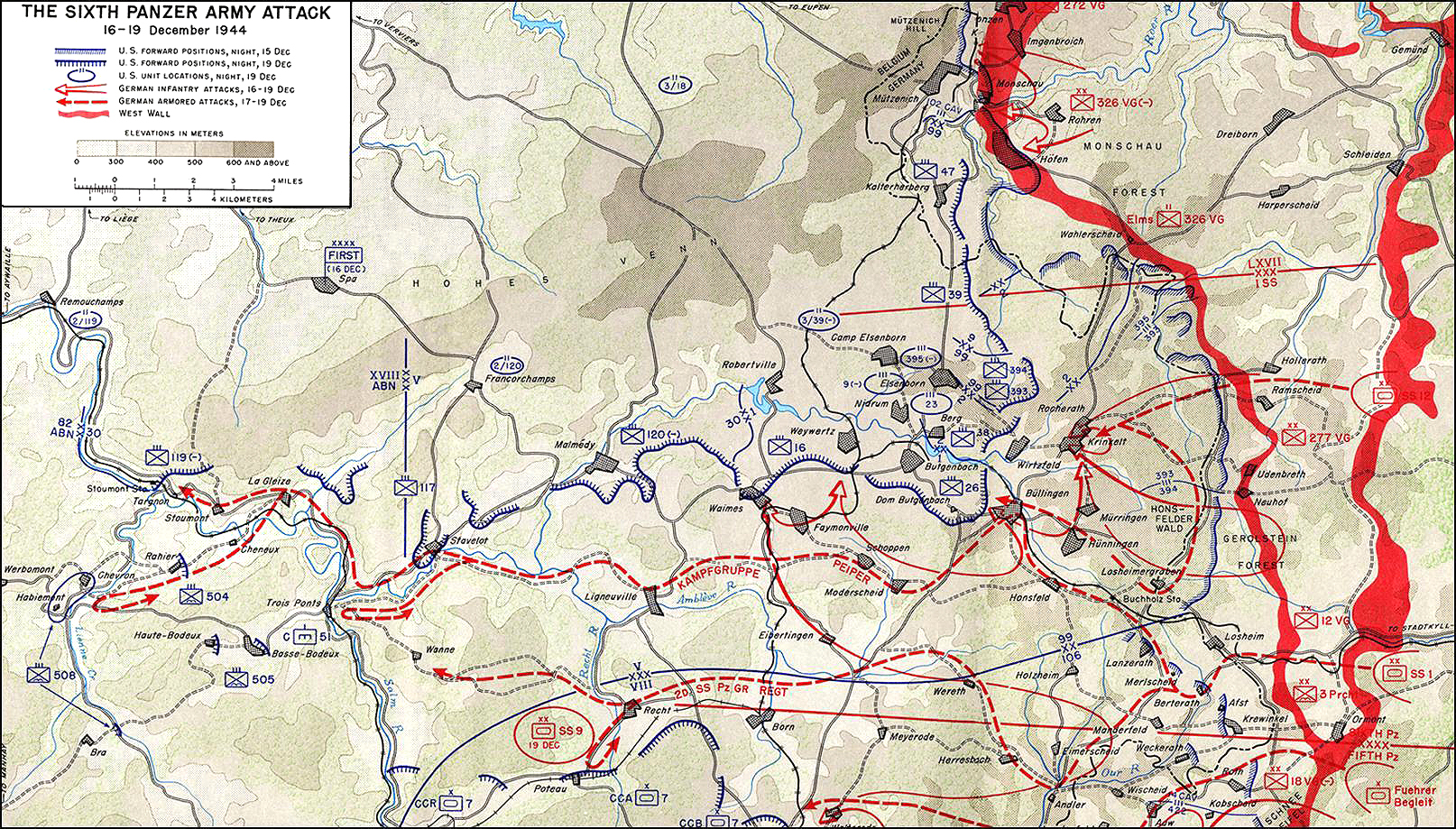
Josef Dietrich nacierał na czele 6 Armii Pancernej SS w północnym sektorze ataku

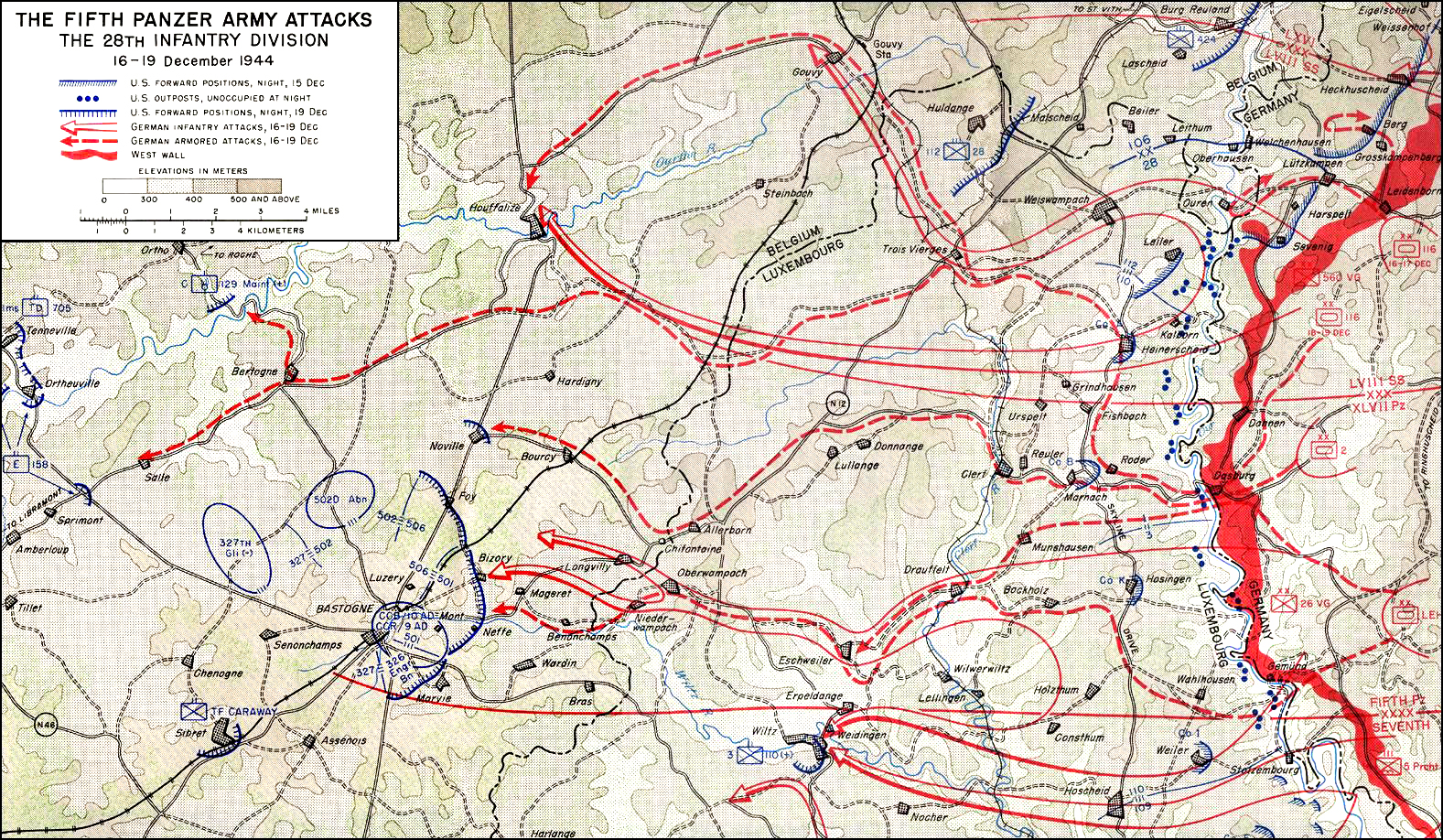
Hasso von Manteuffel poprowadził 5 Armię Pancerną w sektorze środkowym

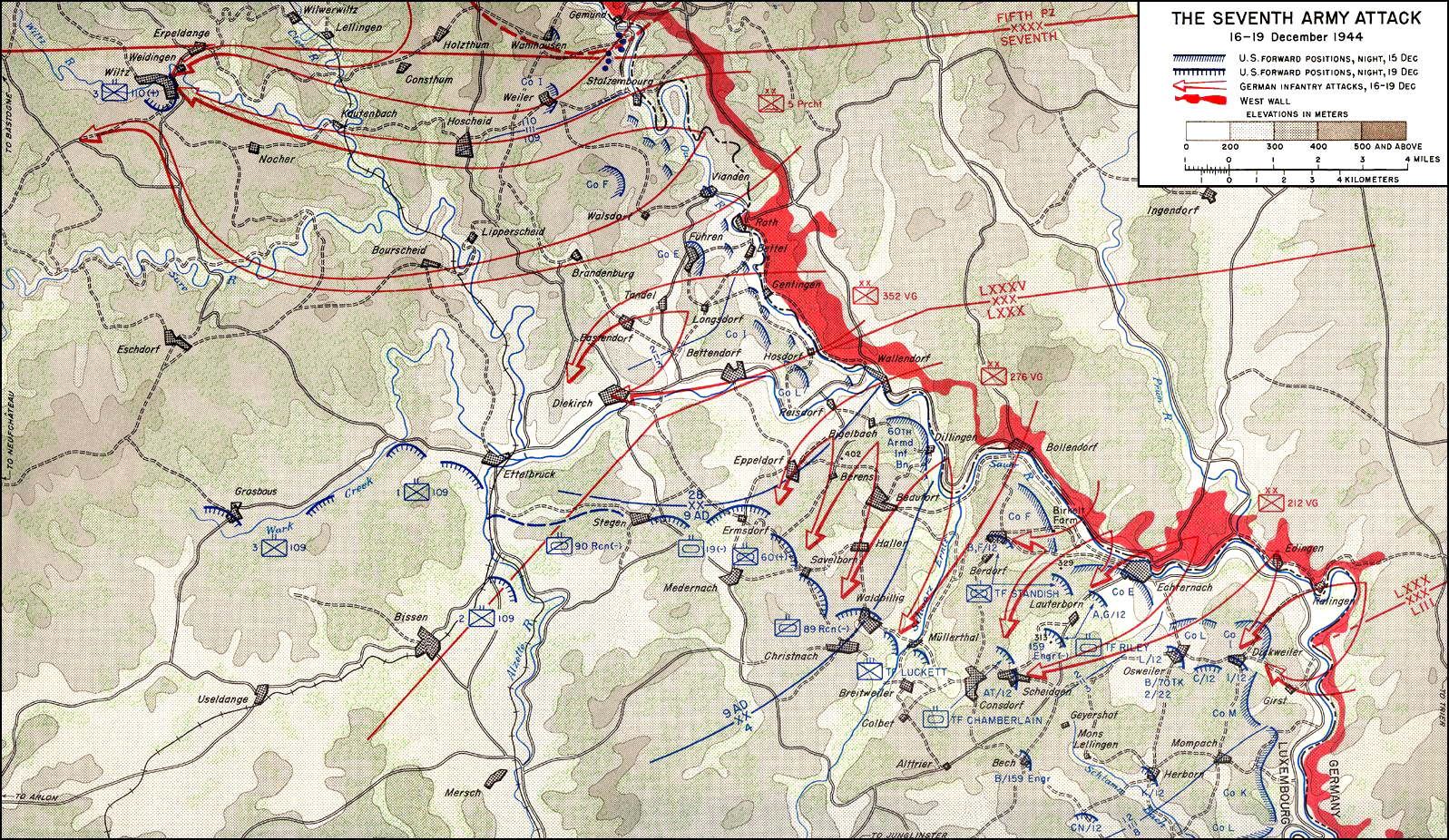
7 Armia Ericha Brandenbergera zajęła sektor zachodni

16 grudnia 1944 roku o godzinie 5:30 rano potężne przygotowanie artyleryjskie 2000 armat skierowanych na pozycje amerykańskich żołnierzy znajdujące się przed 6 Armią Pancerną SS zapoczątkowało niemiecki atak. O godzinie 8:00 trzy niemieckie armie runęły do ataku przez zalesione stoki Ardenów. W sektorze północnym 6 Armia Pancerna SS Dietricha zaczęła się przebijać w kierunku Liège, w sektorze środkowym 5 Armia Pancerna von Manteuffela zaatakowała w kierunku Bastogne i Sankt Vith – zdobycie tych miast i związanych z nimi węzłów komunikacyjnych miało pierwszorzędne znaczenie dla powodzenia niemieckiego ataku. Na południu 7 Armia Brandenbergera ruszyła w kierunku Luksemburga mając za zadanie zabezpieczenie tego skrzydła frontu przed kontratakiem aliantów.
W czasie pierwszej fazy ataku Niemcy zastosowali taktykę, którą wcześniej przeciwko nim użyli Sowieci na froncie wschodnim. Pierwsza fala składała się głównie z oddziałów piechoty, których zadaniem było otwarcie drogi dla oddziałów pancernych i zmotoryzowanych. Całkowicie zaskoczeni atakiem Amerykanie nie stawiali na początku dużego oporu i Niemcy wzięli wielu jeńców, jednak obrońcy szybko otrząsnęli się z szoku i pozostałe oddziały amerykańskie, ku zaskoczeniu Niemców, zaczęły stawiać większy opór, opóźniając atak.
Pierwsza fala piechoty 6 Armii Pancernej SS nie przełamała zdeterminowanej obrony amerykańskiej 2 Dywizji Piechoty, zmuszając Dietricha do wcześniejszego niż zaplanowano użycia jednostek pancernych. Zła pogoda, na którą tak liczyli Niemcy, uniemożliwiła aliantom użycie lotnictwa, ale z drugiej strony warunki meteorologiczne były dużo gorsze niż Niemcy zakładali i niespodziewane duże opady śniegu połączone z burzami śnieżnymi sprawiły, że wiele dróg stało się nieprzejezdnych, co znacząco spowolniło tempo niemieckiego ataku.
Lepiej wiodło się Niemcom w środkowej strefie ataku, gdzie przełamali obronę 106 Dywizji Piechoty nazywanej „Golden Lion”. W tym sektorze atak przyniósł największe sukcesy, bowiem amerykańska 106 Dywizja Piechoty, podobnie jak 99 Dywizja Piechoty również tam stacjonująca, były złożone z samych nowicjuszy bez doświadczenia w walce. Dowódca 106 DP, 52-letni Alan Jones nie wytrzymując stresowej sytuacji z atakiem serca trafił do szpitala, a dwa pułki 106 DP zostały całkowicie odcięte od sił amerykańskich. Nie mając żadnych szans na odsiecz, dowódcy poszczególnych oddziałów decydowali o kapitulacji. Do zobrazowania panującej w tamtym czasie ponurej atmosfery w szeregach amerykańskich pułków piechoty 422. i 423. niech posłużą słowa pułkownika Descheneaux’a skierowane do swoich podkomendnych: „czeka nas rzeź, nie wierzę w walkę wyłącznie dla chwały, jeżeli poza tym nie może ona osiągnąć niczego więcej. Uważam, że musimy zaprzestać oporu. Postanowiłem ocalić tylu ludzi ilu tylko się da”. Na skutek poddania się dwóch pułków 106 DP, do niewoli dostało się blisko 6000 żołnierzy.
Hitler sądził, że Dwight D. Eisenhower będzie potrzebował przynajmniej dwóch do trzech dni, aby się zorientować, że nie jest to lokalny kontratak, ale ofensywa na dużą skalę. Pomylił się jednak. Eisenhower już w pierwszym dniu kampanii zdał sobie sprawę z tego co się dzieje i rozkazał aby „Red Ball Express” zaczął przemieszczać żołnierzy w rejon walk. W ciągu tygodnia przerzucono prawie ćwierć miliona żołnierzy. W tym samym czasie 101 Dywizja Powietrznodesantowa i elementy 10 Dywizji Pancernej zostały przesunięte do Bastogne z rozkazem utrzymania tego rejonu za wszelką cenę.

### Operacja Stösser
Podczas przygotowań do ofensywy niemieckie dowództwo zaplanowało operację opanowania węzła komunikacyjnego „Baraque Michel”. Do wykonania zadania wydzielono oddział spadochroniarzy pod komendą pułkownika Friedricha von der Heydte, który miał wylądować 11 km na północ od Malmedy. Zajęte skrzyżowanie spadochroniarze mieli utrzymać przez 24 godziny w oczekiwaniu na 12 Dywizję Pancerną SS „Hitlerjugend”.
Operacja Stösser miała się rozpocząć 16 grudnia, ale z powodu złej pogody i braku paliwa została przesunięta na 17 grudnia na godzinę 3:00 rano.
Zrzutu 1300 spadochroniarzy ze 112 samolotów Ju 52 dokonano w czasie silnej burzy śnieżnej przy niskiej podstawie chmur. Niedoświadczenie pilotów Ju 52 w połączeniu z niedoświadczeniem spadochroniarzy (ostatnie walki desantowe odbyły się w 1941 roku na Krecie) zaowocowały tym, że żołnierze zrzuceni zostali albo daleko od miejsc zrzutów, albo odnosili rany lądując w ciemnościach w górzystym terenie Ardenów.
Do południa zaledwie 300 spadochroniarzy zgromadziło się w pobliżu węzła komunikacyjnego, który mieli zaatakować. Pułkownik von der Heydte zdecydował, że jest to zbyt mała siła, aby skutecznie zająć i utrzymać to newralgiczne skrzyżowanie. Zrezygnował więc z zamierzonego planu i rozkazał żołnierzom, aby się rozproszyli i ruszyli w stronę frontu, gdzie będą mogli spotkać niemiecką armię. Sam von der Heydte dotarł do Monschau i nie zastawszy tam Niemców, oddał się w ręce Amerykanów z odmrożeniami i początkowym stadium zapalenia płuc. Ponieważ desant został rozproszony na znacznym obszarze, alianci sądzili, że na ich tyłach wylądowała przynajmniej jedna dywizja spadochronowa. Spowodowało to zamieszanie i skierowanie wielu żołnierzy do obrony własnych tyłów, co ułatwiło natarcie głównym siłom niemieckim. Gen. Eisenhower został poinformowany, że celem spadochroniarzy jest przeprowadzenie na niego zamachu. Informacja ta sparaliżowała jego otoczenie, wzbudzając strach w Wersalu, gdzie mieściła się jego kwatera. Sam gen. Eisenhower stał się „zakładnikiem” Wersalu, a jego ochrona osobista została bardzo wzmocniona.

### Operacja Greif
Otto Skorzeny bez problemu przeniknął na tyły wroga ze swoimi oddziałami, w których wielu żołnierzy dobrze mówiło po angielsku. Mimo że nie zdobyli żadnego mostu na Mozie, ich obecność na tyłach amerykańskich spowodowała duże zamieszanie. Plotki wyolbrzymiały ich dokonania. Zaniepokojeni ich obecnością Amerykanie ustawili posterunki drogowe, by wyłapać sabotażystów, co spowalniało przerzut własnych żołnierzy i zaopatrzenia.
Żandarmeria wojskowa zdecydowała, że najlepszym sposobem na wyłowienie szpiegów wśród tysięcy amerykańskich żołnierzy, będzie zadawanie pytań, na które odpowiedzi powinien znać każdy Amerykanin, ale które mogą być kłopotliwe dla obcokrajowców, bez względu na to, jak dobrze władają angielskim. Pytano więc m.in. o to kto jest dziewczyną myszki Miki, o wyniki i statystyki baseballowe, czy o stolice różnych stanów. Nie była to metoda doskonała. Np. generał Bradley zapytany przez żandarma o stolicę Illinois podał prawidłową odpowiedź (Springfield), a mimo to został zatrzymany, bo żandarm sądził, że stolicą Illinois jest Chicago.
Amerykanom udało się zatrzymać większość niemieckich komandosów, ale niektórym z nich nawet po zatrzymaniu udało się wprowadzić w błąd przesłuchujących ich oficerów wywiadu. Twierdzili między innymi, że celem ich misji było schwytanie lub zabicie Eisenhowera. Spowodowało to znaczne wzmocnienie ochrony głównodowodzącego. Został on nawet na pewien czas zmuszony do nieopuszczania swojej kwatery.
Niemieccy żołnierze, którzy zostali schwytani w amerykańskich mundurach, zostali później rozstrzelani – była to dość powszechna praktyka stosowana we wszystkich innych armiach świata, choć nie do końca oczywista w ramach Konwencji Genewskiej. Skorzeny i jego ludzie świetnie zdawali sobie sprawę z tego niebezpieczeństwa i wielu z nich nosiło niemieckie mundury pod amerykańskim przebraniem.

### Rajd Kampfgruppe Peiper
Kampfgruppe Peiper (dowódca Joachim Peiper) kontynuowała atak w kierunku północnym wchodząc w kontakt z amerykańską 99 Dywizją Piechoty i dotarła w końcu do Stavelot. Niemcy byli już jednak bardzo opóźnieni w stosunku do założeń. Przebycie drogi z Eifel do Stavelot zabrało im ponad 36 godzin – w czasie ataku na Francję w 1940 ten sam dystans został pokonany w dziewięć godzin. Wojska amerykańskie w czasie wycofywania prowadziły akcje opóźniające, wysadzając mosty i składy tak cennego dla Niemców paliwa.
Peiper wkroczył do Stavelot 18 grudnia, ale spotkał się z nieoczekiwanie zaciętą obroną. Nie będąc w stanie całkowicie oczyścić tego obszaru z Amerykanów, zostawił w mieście część żołnierzy i ruszył w kierunku mostu w Trois-Ponts. Został jednak wysadzony przez Amerykanów, zanim Peiper do niego dotarł. Peiper zmienił więc kierunek ataku i skierował się do wsi La Gleize, a stamtąd do Stoumont, ale i tam Amerykanie zdążyli wysadzić most, nim wpadł w jego ręce.
Główne siły Peipera były już wówczas całkowicie odcięte od pozostałych jednostek, gdyż Amerykanie odzyskali słabo bronione Stavelot 19 grudnia. Sytuacja Niemców w Stoumont na tyle się pogorszyła, że Peiper zdecydował się wycofać do La Gleize i tam poczekać na pomoc. Z powodu braku paliwa czołgi KG Peiper zostały okopane i przygotowane do obrony w oczekiwaniu na odsiecz. Jednak do 23 grudnia Niemcy nie zdołali się przebić do odciętych żołnierzy (operacja „Koń Trojański” kierowana przez Ottona Skorzennego) i Peiper zdecydował się rozproszyć swoją grupę bojową.
Żołnierze Kampfgruppe pozostawili cały ciężki sprzęt i na piechotę, małymi grupkami zaczęli się przemykać w kierunku własnych linii.

### Masakra w Malmedy

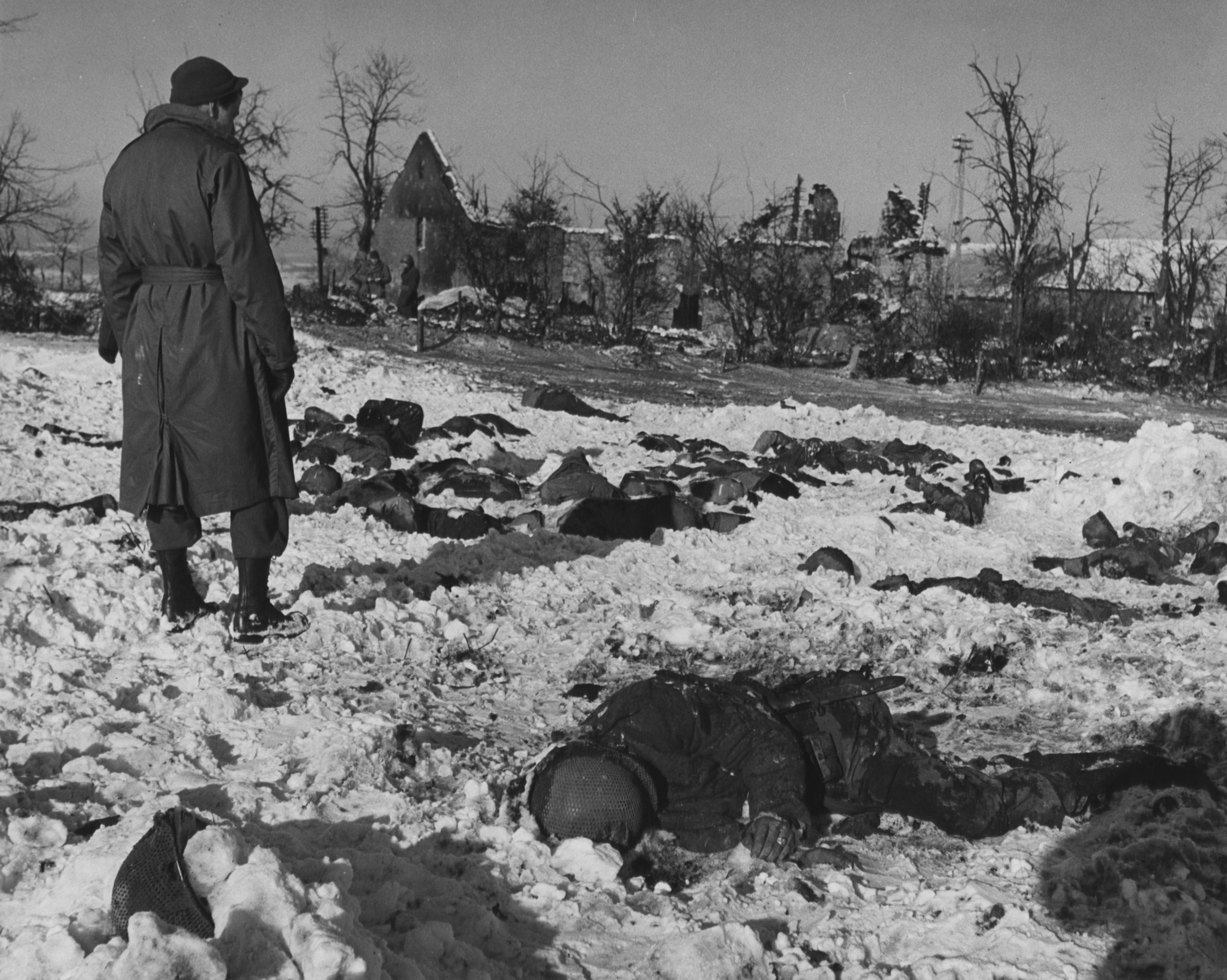
Masakra w Malmedy

W czasie rajdu Kampfgruppe Peiper doszło do szeregu zbrodni wojennych, których ofiarą padły setki jeńców amerykańskich i cywilnych Belgów. Wiadomość o masakrze dotarła do żołnierzy amerykańskich i w jednej z jednostek został wydany rozkaz, aby natychmiast zabijać wszystkich schwytanych esesmanów i Fallschirmjäger (spadochroniarzy).

### Sankt Vith
W centralnym sektorze natarcia ważnym punktem strategicznym dla obu stron był węzeł dróg przy mieście Sankt Vith. Jego zdobycie było ważne zarówno dla sił Dietricha, jak i Menteuffela. Amerykańscy obrońcy pod dowództwem generała Bruce’a Clarka – 7 Dywizja Pancerna, 106 Dywizja Piechoty oraz oddziały 9 Dywizji Pancernej i 28 Dywizji Piechoty – zacięcie się bronili, poważnie spowalniając niemiecki atak. Samo miasto zostało zdobyte 20 grudnia, ale Amerykanie wycofali się na wcześniej przygotowane pozycje obronne i nadal stanowili poważny problem dla Niemców. Dopiero 23 grudnia Niemcom udało się przełamać obronę Amerykanów, zmuszając ich do wycofania się za rzekę Salm. Oryginalny plan ataku przewidywał jednak, że rejon Sankt Vith zostanie opanowany do godziny 18:00 17 grudnia.

### Konferencja w Verdun
19 grudnia w bunkrze w Verdun odbyła się narada wyższych dowódców alianckich zwołana przez Eisenhowera. Nie przybył na nią jedynie marszałek Montgomery, który wysyłał innego generała; „Monty” uważał, że obecna sytuacja była spowodowana amerykańską indolencją, a szczególnie niekompetencją Bradleya. Według słów Eisenhowera obecni tam generałowie amerykańscy odebrali nieobecność Monty’ego niemal jako policzek.
Ze wszystkich dowódców biorących udział w tej naradzie jedynie Eisenhower i Patton zdawali sobie sprawę, że niemiecki atak dał wspaniałą okazję na zniszczenie najlepszych sił wroga. Eisenhower zaczął naradę mówiąc, że obecna sytuacja powinna być widziana nie jako katastrofa, ale jako sposobność i widząc zmartwione twarze dodał, że chce widzieć tylko uśmiechy wokół stołu. Patton, który podzielał to zdanie dodał: „Do diabła, pokażmy, że mamy jaja i dajmy im dojść aż do Paryża, dopiero wtedy ich odetniemy i przeżujemy”. Odnosząc się do wcześniejszej sytuacji, w której niezdecydowanie Bradleya pozwoliło Niemcom na wymknięcie się z okrążenia pod Falaise powiedział: „szkopy włożyły swoją głowę do maszynki do mięsa, a tym razem ja trzymam rączkę!”.
Eisenhower zapytał następnie Pattona, ile czasu jego armia (która znajdowała się w południowo-centralnej Francji i atakowała w kierunku wschodnim) będzie potrzebowała, aby przygotować kontratak. Patton stwierdził, że zaatakuje wroga w ciągu 48 godzin, co spotkało się z niedowierzaniem innych generałów. Historyk wojskowości i jeden z biografów Pattona napisał, że był to „najlepszy” moment w życiu Pattona. Inni przybyli na konferencję bez żadnych planów i jedynie z mglistymi pomysłami, co robić, a Patton nie tylko miał gotowe plany, ale rozkazał, aby 3 Armia skręciła na północ jeszcze przed przybyciem na konferencję. Tak więc, kiedy dyskutowano co robić, jego żołnierze byli już w drodze.

### Bastogne

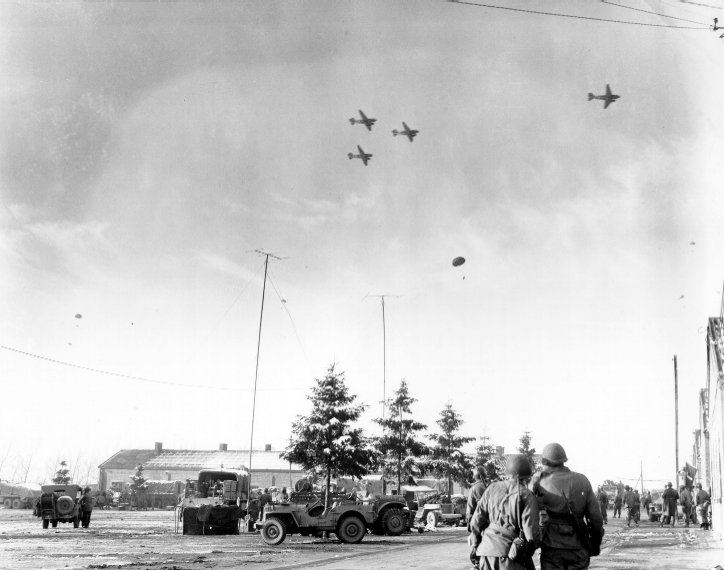
Zrzut zaopatrzenia w Bastogne

Do 21 grudnia Niemcy dowodzeni przez gen. Heinricha von Lüttwitza całkowicie okrążyli Bastogne, które było bronione przez 101 Dywizję Powietrznodesantową oraz niedobitki 106. i 28 Dywizji Piechoty, które utworzyły jednostkę w sile batalionu o nazwie „Team SNAFU”. 101 Dywizję Powietrznodesantową rzucono wprost z urlopu, na jakim była po 72 dniach walk, w których straciła ponad 50% składu. Warunki obrońców były niezmiernie trudne, większość zaopatrzenia medycznego i personelu lekarskiego wpadła w ręce Niemców. Na przysłanym przez Niemców dokumencie z propozycją honorowej kapitulacji generał Anthony McAuliffe będący dowódcą 101 DPD napisał w odpowiedzi jedno słowo – nuts (w tym wypadku ‘bzdura’). Alianci zaopatrywali od 22 grudnia Bastogne z powietrza (operacja „Repulse”) przy pomocy transportowców C-47 Dakota. Pomimo silnych niemieckich ataków linie obrońców nie zostały przełamane, a 26 grudnia 1944 roku do miasta dotarły pierwsze jednostki idącej z odsieczą 4 Dywizji Pancernej z 3 Armii gen. Pattona, który przybył do Bastogne 30 grudnia 1944 roku. W trakcie walk o to miasto będąca pod ciągłym ostrzałem artyleryjskim 101 Dywizja Powietrznodesantowa straciła 1641 żołnierzy.
Niepowodzenie Niemców może być częściowo wytłumaczone taktyką, jaką przyjęli. Zamiast jednego zdecydowanego ataku na całej długości frontu, Niemcy wyprowadzili serię ataków w kilku miejscach, ale nierównocześnie, dzięki czemu obrońcy mieli możliwość szybkiego przerzucania sił w celu odparcia atakujących, a siły niemieckie ulegały rozproszeniu.

## Kontrofensywa aliantów

Niemcom nie udało się dotrzeć do zamierzonych celów ataku

23 grudnia pogoda poprawiła się na tyle, że po raz pierwszy od początku bitwy wystartowały samoloty sprzymierzonych. Lotnictwo alianckie zaatakowało tego dnia linie zaopatrzeniowe i komunikacyjne wroga, a także maszerujące kolumny wojska. Zrzucono również zaopatrzenie dla obrońców Bastogne, wylądował tam nawet szybowiec z grupą lekarzy ochotników.
Do 24 grudnia niemiecka ofensywa praktycznie załamała się. Niemcy nie dotarli nawet do pierwszego jej celu, jakim była rzeka Moza. Nie udało im się także zdobyć dużych ilości paliwa, jak zaplanowano. Pomimo że straty, szczególnie w czołgach, były do tej pory minimalne, generał von Manteuffel zarekomendował zakończenie operacji i wycofanie sił niemieckich za linię Zygfryda. Hitler odrzucił tę propozycję.
3 Armia Pattona zbliżała się już w tym czasie do Bastogne. O godzinie 16:50 26 grudnia pierwsze oddziały 4 Dywizji Pancernej wkroczyły do oblężonego miasta.

### Niemiecki kontratak
1 stycznia 1945 roku armia niemiecka rozpoczęła dwie nowe operacje licząc na wznowienie ofensywy. Pierwsza z nich to operacja Bodenplatte – masowe uderzenie Luftwaffe skierowane na lotniska alianckie w Belgii i Holandii. Setki niemieckich samolotów zniszczyło lub poważnie uszkodziło około 465 alianckich samolotów, jednak Luftwaffe straciła 277 własnych samolotów – 62 zostały zestrzelone przez myśliwce, a 172 padły ofiarą silnego ognia artylerii przeciwlotniczej zgromadzonej do zwalczania pocisków V-1. O ile aliantom uzupełnienie strat w samolotach zajęło tylko kilka dni, to Luftwaffe już do końca wojny nie otrząsnęła się z poniesionych strat.
W tym samym dniu niemiecka armia rozpoczęła operację „Nordwind” – atak w rejonie Alzacji, mający odciągnąć uwagę aliantów od głównej operacji w Ardenach. Po dwóch dniach ciężkich walk wojska amerykańskie straciły ponad 11 tysięcy żołnierzy i wycofały się, ale atakująca armia niemiecka poniosła znacznie większe straty – około 23 tysięcy żołnierzy.

### Ostateczne zwycięstwo sprzymierzonych

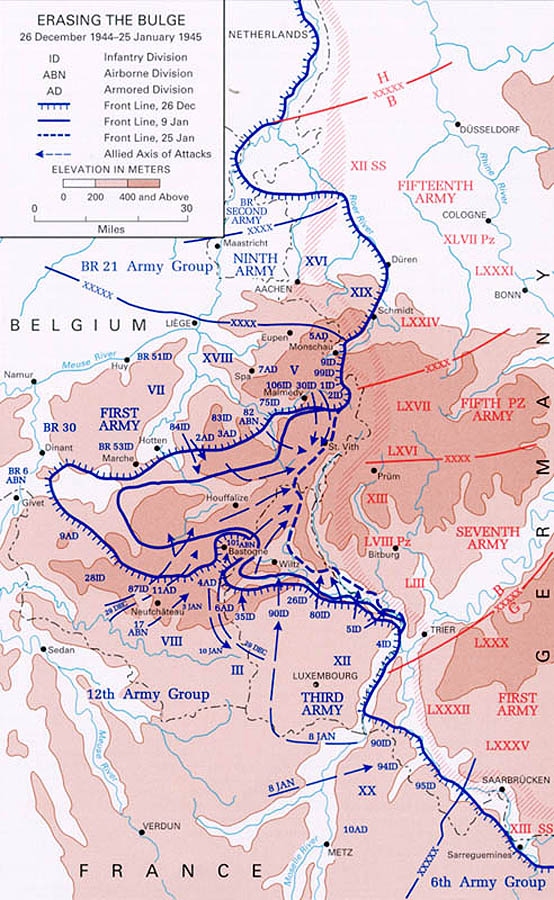
Kontratak wojsk sprzymierzonych

Niemiecka ofensywa została powstrzymana, ale na linii frontu nadal pozostawało niebezpieczne dla aliantów „wybrzuszenie”, z którego mogły zaatakować niemieckie czołgi.
Atak mający wyrównać linię frontu wyznaczono na 1 stycznia. 3 Armia Pattona miała uderzyć w kierunku północnym z rejonu Bastogne, a brytyjskie siły Montgomery’ego miały posuwać się w kierunku południowym, na miejsce spotkania wyznaczono miasteczko Houffalize.
Żołnierze z oddziałów skierowanych do przeprowadzenia ostatecznej ofensywy nie mogli uwierzyć, że po dwóch tygodniach ciężkich walk zostali ponownie wysłani do walki. Problemem było nie tylko fizyczne wyczerpanie, ale i pogoda – w styczniu 1945 zanotowano najniższe historyczne temperatury w tym okresie. Dla uniknięcia zamarznięcia, silniki włączano co pół godziny, a żołnierze musieli oddawać na broń mocz. Dowództwo alianckie zdecydowało jednak, że atak musi nastąpić jak najszybciej.
Wbrew gwałtownym protestom Bradleya, Eisenhower powierzył czasowo dowództwo amerykańskiej 1. i 9 Armii marszałkowi Montgomery’emu. Plan Eisenhowera zakładał, że atak nastąpi 1 stycznia, „Monty” jednak z typową dla niego ostrożnością, wolał najpierw uporządkować oddziały i zaatakował 3 stycznia, w momencie kiedy większość sił niemieckich oderwała się od wroga i wycofała na wschód, tracąc przy tym co prawda większość ciężkiego sprzętu.
Przed rozpoczęciem alianckiej ofensywy, armię brytyjską od amerykańskiej dzieliło około 40 km. Amerykański atak na południu posuwał się powoli, około 1 km dziennie. Armia niemiecka prowadziła skutecznie działania opóźniające, starając się wycofać jak najwięcej czołgów i artylerii. Mimo tych starań z powodu braku paliwa większość sprzętu została jednak porzucona.
7 stycznia Hitler zgodził się wreszcie na wycofanie sił niemieckich z Ardenów, włącznie z elitarnymi formacjami SS, kończąc w ten sposób operacje ofensywne. Natarcie w Ardenach zakończyło się i aliantom pozostało oczyszczenie obszaru niemieckiego ataku z maruderów.
„Bitwa o wybrzuszenie” zakończyła się ostatecznie 15 stycznia, kiedy siły 3 Armii połączyły się z 1. i 9 Armią amerykańską. W zamkniętym przez te armie kotle nie było już 5 Armii Pancernej, która w sposób wzorowy, hamując natarcie aliantów, zdołała się wycofać na Linię Zygfryda.

## Podsumowanie
Dokładne straty po obu stronach są niemożliwe do oszacowania. W zależności od źródeł określa się je na pomiędzy 70 a 81 tysięcy zabitych i zaginionych żołnierzy amerykańskich i około 1400 brytyjskich oraz pomiędzy 60 a 140 tysięcy zabitych i zaginionych Niemców.
W ostatecznym rozrachunku bilans operacji „Wacht am Rhein” był dla strony niemieckiej wyjątkowo negatywny. Ze względu na wyniszczenie przemysłu oraz potencjału biologicznego Niemiec na tym etapie wojny III Rzesza miała tylko znikomą teoretyczną szansę zmiany przebiegu wojny. Siły zbrojne III Rzeszy tylko dzięki zaskoczeniu i złej pogodzie, która uziemiła alianckie lotnictwo, były w stanie uzyskać chwilową przewagę na froncie, gdy stracili oba te atuty, przegrana była już tylko kwestią czasu. Siły zbrojne III Rzeszy straciły ostatecznie jakąkolwiek inicjatywę operacyjną na froncie zachodnim, a straty w sprzęcie i żołnierzach, którzy mogliby zostać użyci do obsadzenia linii Zygfryda spowodowały, że następna ofensywa aliantów była znacznie ułatwiona. Wielu wyższych oficerów Wehrmachtu, a także szeregowych żołnierzy ostatecznie straciło motywację do walki z aliantami, którą w świetle nieuchronnie nadciągającej klęski uważali za bezcelową. W trakcie dalszych walk na zachodnim froncie coraz częściej to sfanatyzowani nastoletni SS-mani i członkowie Volkssturmu musieli wziąć na siebie ciężar walki z aliantami.
Jednym z symboli walk pod Ardenami są niemieckie czołgi w tym PzKpfw VI B Königstiger, z których więcej zostało zniszczonych przez ich załogi z powodu braku paliwa, części zamiennych lub pomocy technicznej niż przez wojska alianckie.